# Du lịch thời trang

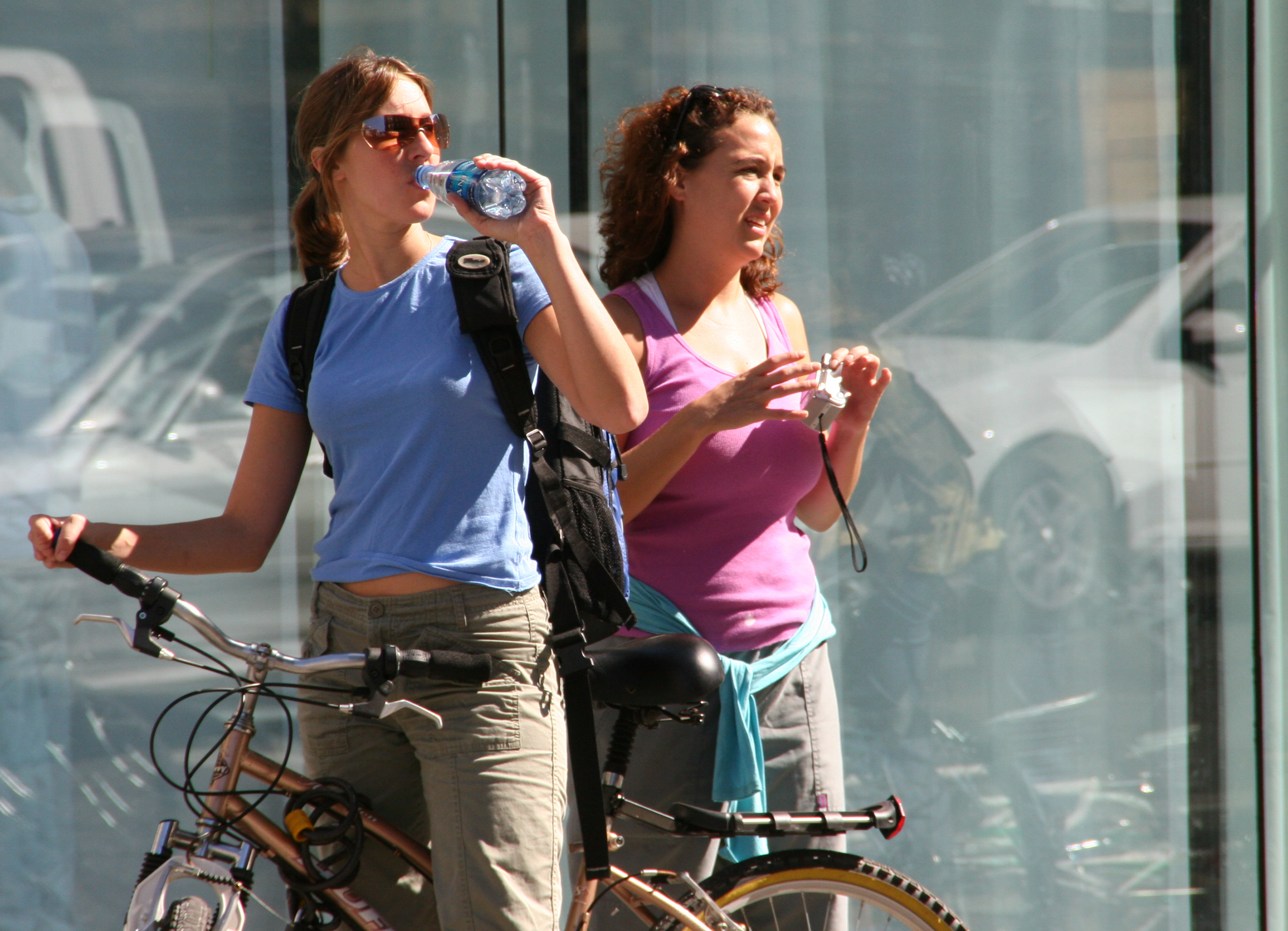
Các bạn trẻ ăn bận thời trang trong chuyến du lịch tại Louisiana

Du lịch thời trang (Fashion tourism) là một phân khúc thị trường ngách phát triển từ ba lĩnh vực chính gồm Du lịch sáng tạo, Du lịch văn hóa và Du lịch mua sắm. Du lịch thời trang có thể được định nghĩa là “sự tương tác giữa Tổ chức tiếp thị điểm đến (DMO), các hiệp hội thương mại, nhà cung cấp dịch vụ du lịch và cộng đồng chủ nhà, với những người đi du lịch đến và ghé thăm một địa điểm cụ thể vì mục đích công việc hoặc giải trí để tận hưởng, trải nghiệm, khám phá, nghiên cứu, giao dịch, giao tiếp và hưởng thụ thời trang”. 

## Đại cương
Các thành phố danh tiếng quốc tế ngày càng sử dụng các ngành công nghiệp văn hóa để đẩy mạnh phát triển du lịch và các ngành công nghiệp khác nhằm thúc đẩy vận may kinh tế và định vị mình trên thị trường toàn cầu. Các thành phố thường không cần phải chuyên môn hóa vào bất kỳ hoạt động mới nào mà thay vào đó là đa dạng hóa nền kinh tế của mình và trong bối cảnh này, du lịch thời trang đã được áp dụng và thúc đẩy ở các thành phố như Antwerp, Luân Đôn và Tokyo.. Thời trang là một ngành công nghiệp toàn cầu và nhiều thủ đô có hoạt động thương mại thu hút báo chí ít nhất hai lần một năm, ví dụ như thành phố Luân Đôn đã thông qua Tuần lễ thời trang Luân Đôn, và đây thường là điểm khởi đầu để nhiều Tổ chức tiếp thị điểm đến (DMO) coi trọng thời trang như một mỏ neo mới cho ngành du lịch và nền kinh tế du khách của họ. Họ đang cố tình đưa các sự kiện thương mại của tuần lễ thời trang vào tầm mắt của công chúng để nâng cao danh tiếng thời trang của thành phố và khuyến khích du khách cân nhắc đến việc du lịch đến thành phố của họ. 
Các văn phòng chính quyền Luân Đôn (thông qua văn phòng Thị trưởng Luân Đôn) và New York (thông qua Tập đoàn Phát triển Kinh tế Thành phố New York) đã đi đầu trên thế giới trong việc sử dụng danh tiếng, thương hiệu thời trang của họ để thu hút du khách đến thành phố của họ và nhiều nơi khác. Các thành phố khác cũng làm theo sau khi chứng kiến tác động kinh tế mà thương hiệu thời trang của Luân Đôn và New York có thể mang lại. Seoul hiện có hai tuần lễ thời trang và dựa trên danh tiếng của những tuần lễ này, thành phố hiện có một khu phức hợp rộng lớn gồm các trung tâm mua sắm và nhà bán lẻ bán buôn thu hút hơn hai triệu du khách mỗi năm, bao gồm gần một nửa số khách du lịch đến Seoul. Singapore cũng có một tuần lễ thời trang và Hội đồng Du lịch Singapore coi thời trang là một trong những yếu tố quan trọng để nâng cao sức hấp dẫn của điểm đến thành phố. Ngay cả một thành phố ít người biết đến như Lagos của Nigeria (về độ danh tiếng thời trang) gần đây đã ủy quyền cho Đại học Khoa học Ứng dụng Trung ương chuẩn bị một báo cáo có tựa đề "Vai trò mới nổi của Du lịch thời trang và Nhu cầu về Chiến lược phát triển" để họ có thể đánh giá những lợi thế mà thời trang có thể mang lại cho nền kinh tế địa phương và khu vực của Nigeria.